# ستيف توبين
ستيف توبين (بالإنجليزية: Steve Tobin)‏ هو نحات أمريكي، ولد في 1957 في فيلادلفيا في الولايات المتحدة.